# 卡尔伯 (下萨克森州)
卡尔伯是德国下萨克森州的一个市镇。总面积10.25平方公里，总人口570人，其中男性290人，女性280人（2011年12月31日），人口密度56人/平方公里。